# Jadwiga Wojtczak
Jadwiga Wojtczak po mężu Pakulska (ur. 10 października 1942 w Gołyminie) – polska lekkoatletka, specjalistka rzutu dyskiem.

## Kariera
Czterokrotnie była mistrzynią Polski w rzucie dyskiem w 1967, 1968, 1969 i 1970. 24 maja 1970 w Poznaniu ustanowiła rekord Polski w tej konkurencji wynikiem 54,08 m.
W finale Pucharu Europy w 1967 w Kijowie zajęła 5. miejsce, a w finale Pucharu Europy w 1970 w Budapeszcie – 6. miejsce.
W latach 1966–1971 startowała w siedemnastu meczach reprezentacji Polski w rzucie dyskiem, odnosząc cztery zwycięstwa indywidualne.
Rekord życiowy:
- rzut dyskiem – 54,08 (24 maja 1970, Poznań)[1][4]

Była zawodniczką klubów warszawskich: MKS AZS, AZS i Gwardii.